# Aplidium punctum
Aplidium punctum är en sjöpungsart som först beskrevs av Giard 1873.  Aplidium punctum ingår i släktet Aplidium och familjen klumpsjöpungar. Arten har ej påträffats i Sverige. Inga underarter finns listade i Catalogue of Life.

## Bildgalleri

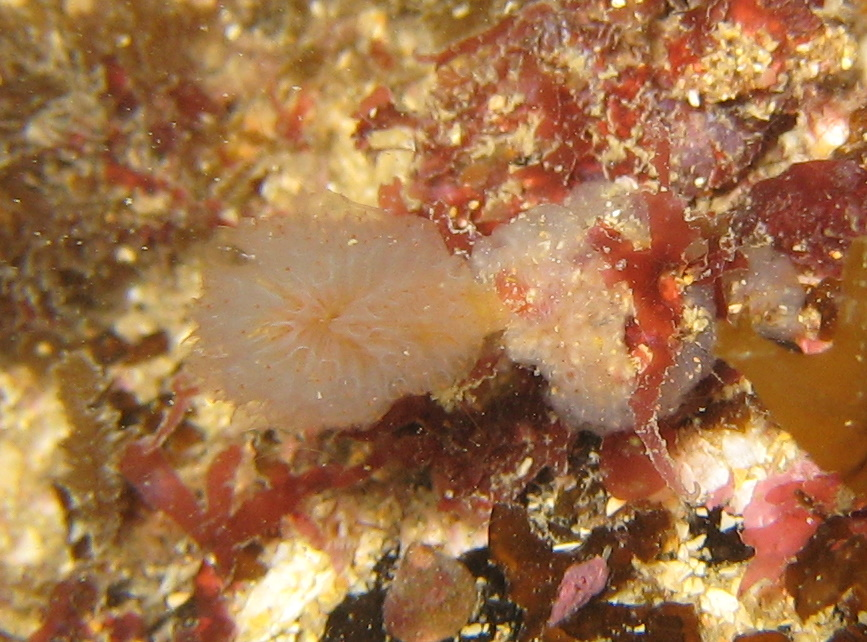